# Jakob Sitzler
Jakob Sitzler (* 23. Februar 1851 in Eppingen; † 21. September 1927 in Freiburg im Breisgau) war ein deutscher Klassischer Philologe und Gymnasiallehrer.

## Leben
Er war zunächst Lehrer am Gymnasium in Tauberbischofsheim. Von 1904 bis 1917 war er Direktor des Friedrich-Gymnasiums in Freiburg i. Br.
1896 erhielt er den badischen Orden vom Zähringer Löwen II. Klasse, 1906 den Orden vom Zähringer Löwen I. Klasse mit Eichenlaub.
Sein Sohn war der Arbeitsrechtler Friedrich Sitzler.

## Veröffentlichungen
- De Xenophonteo qui fertur Hierone. Tauberbischofsheim 1874 (Programm des Grossherzoglichen Progymnasiums zu Tauberbischofsheim 1873/74, Beilage)
- Emendationes Theognideae, Baden-Baden 1878 (Programm des Grossherzoglichen Gymnasiums und der Realschule in Baden; 1878, Beilage) archive.org
- Theognidis reliquiae, Heidelberg 1880 archive.org
- Solon als Dichter, Tauberbischofsheim 1880 archive.org
- Studien zum Elegiker Theognis, 1. Teil, Tauberbischofsheim 1885 archive.org
- Abriss der griechischen Litteraturgeschichte zum Selbstunterricht für Schüler und weitere Kreise. Band 1: 1: Die nationale klassische Litteratur von der ältesten Zeit bis zum Tode Alexanders des Grossen, Teubner, Leipzig 1890 (Encyklopädie der klassischen Altertumskunde für Gymnasien 2)
  - Ungekürzte Neuauflage Griechische Literaturgeschichte: d. nationale klass. Literatur von d. ältesten Zeit bis zum Tode von Alexander d. Grossen, Magnus-Verlag, Essen 1984, ISBN 3-88400-182-5
- Ein ästhetischer Kommentar zu Homers Odyssee, Paderborn 1902 archive.org,  2. Auflage. Paderborn 1906 archive.org, 3. Auflage. Paderborn 1917
- E. Buchholz: Anthologie aus den Lyrikern der Griechen, Band II. 4. Auflage. von J. Sitzler, Leipzig 1898 archive.org, 5. Auflage. von J. Sitzler, Leipzig & Berlin 1909 archive.org
- Isyllos. In: Paulys Realencyclopädie der classischen Altertumswissenschaft, Band IX,2 (1916), Sp. 2283